# منتخب إسبانيا لكرة الصالات للسيدات
منتخب إسبانيا لكرة القدم داخل الصالات للسيدات هو ممثل إسبانيا الرسمي في رياضة كرة القدم داخل الصالات للسيدات.

## سجل المشاركات

### بطولة العالم لكرة القدم داخل الصالات
- 2010:  المرتبة الثالثة
- 2011:  الوصيف